# Campeonato Russo de Futebol de 2013–14 – Segunda Divisão
O Campeonato Russo de Futebol - Segunda Divisão de 2013-14 foi o vigésimo segundo torneio desta competição. Participaram dezenove equipes. O nome do campeonato era "Campeonato Nacional de Futebol" (Pervenstvo Futbolnoy Natsionalnoy Ligi), dado que a primeira divisão era a "Liga Premier". O campeão e o vice são promovidos e dois são rebaixados para a terceira divisão.

## Participantes
| Equipe                            | Cidade         | Região                   | No ano anterior                                                       | Estádio                        | Capacidade | Títulos                     | Participações |
| --------------------------------- | -------------- | ------------------------ | --------------------------------------------------------------------- | ------------------------------ | ---------- | --------------------------- | ------------- |
| FC SKA-Energiya Khabarovsk        | Khabarovsk     | Krai de Khabarovsk       | Rebaixado no Torneio de Promoção                                      | Estádio Lênin                  | 15.200     | 0 (não possui)              | 14            |
| FC Baltika Kaliningrado           | Kaliningrado   | Oblast de Kaliningrado   | Quinto Lugar                                                          | Estádio Baltika                | 14.000     | 1 (1995)                    | 16            |
| FC Shinnik Iaroslavl              | Iaroslavl      | Oblast de Iaroslavl      | Décimo Primeiro Lugar                                                 | Estádio Shinnik                | 22.000     | 2 (2001, 2007)              | 10            |
| FC Sibir Novosibirsk              | Novosibirsk    | Oblast de Novosibirsk    | Oitavo Lugar                                                          | Estádio Spartak                | 12.500     | 0 (não possui)              | 12            |
| Torpedo Moscovo                   | Danilovsky     | Moscovo                  | Décimo Quarto Lugar                                                   | Estádio Lujniki                | 81.000     | 0 (não possui)              | 5             |
| FC Yenisey Krasnoyarsk            | Krasnoyarsk    | Krai de Krasnoyarsk      | Décimo Lugar                                                          | Estádio Central                | 22.500     | 0 (não possui)              | 9             |
| PFC Spartak Nalchik               | Nalchik        | Cabárdia-Balcária        | Rebaixado do Torneio de Promoção                                      | Estádio Spartak                | 14.400     | 0 (não possui)              | 14            |
| FC Salyut Belgorod                | Belgorod       | Oblast de Belgorod       | Décimo Terceiro Lugar                                                 | Estádio Salyut                 | 12.000     | 0 (não possui)              | 7             |
| FC Metallurg-Kuzbass Novokuznetsk | Novokuznetsk   | Oblast de Kemerovo       | Décimo Quinto Lugar                                                   | Estádio Metallurg              | 8.500      | 0 (não possui)              | 9             |
| FC Rotor Volgogrado               | Volgogrado     | Oblast de Volgogrado     | Nono Lugar                                                            | Estádio Central                | 32.120     | 0 (não possui)              | 3             |
| FC Petrotrest São Petersburgo     | Petrogrado     | São Petersburgo          | Décimo Segundo Lugar                                                  | Estádio Petrovsky              | 21.570     | 0 (não possui)              | 3             |
| FC Neftekhimik Nizhnekamsk        | Nizhnekamsk    | Tartaristão              | Sétimo Lugar                                                          | Estádio Neftekhimik            | 3.000      | 0 (não possui)              | 12            |
| FC Ufa                            | Ufa            | Bascortostão             | Sexto Lugar                                                           | Estádio Dínamo                 | 4.500      | 0 (não possui)              | 2             |
| FC Alania Vladikavkaz             | Vladikavkaz    | Ossétia do Norte-Alânia  | Rebaixado do Campeonato Russo de Futebol de 2012-13                   | Estádio Republicano do Spartak | 32.464     | 0 (não possui)              | 6             |
| FC Mordovia Saransk               | Saransk        | Mordóvia                 | Rebaixado do Campeonato Russo de Futebol de 2012-13                   | Estádio Start                  | 11.581     | 1 (2011-12)                 | 6             |
| FC Gazovik Oremburgo              | Oremburgo      | Oblast de Oremburgo      | Acesso pelo Campeonato Russo de Futebol de 2012-13 - Terceira Divisão | Estádio Gazovik                | 4.950      | 0 (não possui)              | 2             |
| FC Luch-Energiya Vladivostok      | Vladivostok    | Krai do Litoral          | Acesso pelo Campeonato Russo de Futebol de 2012-13 - Terceira Divisão | Estádio Dínamo                 | 10.500     | 2 (1992 (Zona Leste), 2005) | 11            |
| FC Angust Nasran                  | Nazran         | Inguchétia               | Acesso pelo Campeonato Russo de Futebol de 2012-13 - Terceira Divisão | Estádio Rashid Aushev          | 3.500      | 0 (não possui)              | 2             |
| FC Arsenal Tula                   | Tula           | Oblast de Tula           | Acesso pelo Campeonato Russo de Futebol de 2012-13 - Terceira Divisão | Estádio Arsenal                | 20.048     | 0 (não possui)              | 6             |
| FC Khimik Dzerjinsk               | Níjni Novgorod | Oblast de Níjni Novgorod | Acesso pelo Campeonato Russo de Futebol de 2012-13 - Terceira Divisão | Estádio Khimik                 | 10.000     | 0 (não possui)              | 1             |

## Regulamento
O campeonato foi disputado no sistema de pontos corridos em turno e returno. Ao final, o campeão e o vice eram promovidos para o Campeonato Russo de Futebol de 2014-15, enquanto o terceiro e o quarto lugares iriam para o Torneio de Promoção; cinco equipes eram rebaixadas para o Campeonato Russo de Futebol de 2013-14 - Terceira Divisão.

## Resultados do Campeonato
Mordóvia foi o campeão; junto com o vice, Arsenal de Tula, foi promovido para a primeira divisão russa.

Torpedo Moscovo e Ufa foram classificados para o Torneio de Promoção. 

Spartak de Nalchik, Rotor, Neftekhimik e Angust foram rebaixados para a terceira divisão russa.

Alânia e Salyut se licenciaram e foram rebaixados para a terceira divisão russa.

## Torneio de Promoção
| Equipe                   | Cidade     | Região           | No ano anterior                                                      | Estádio           | Capacidade | Títulos        | Participações |
| ------------------------ | ---------- | ---------------- | -------------------------------------------------------------------- | ----------------- | ---------- | -------------- | ------------- |
| FC Ufa                   | Ufa        | Bascortostão     | Acesso pelo Campeonato Russo de Futebol de 2013-14 - Segunda Divisão | Estádio Dínamo    | 4.500      | 0 (não possui) | 1             |
| Torpedo Moscovo          | Danilovsky | Moscovo          | Acesso pelo Campeonato Russo de Futebol de 2013-14 - Segunda Divisão | Estádio Lujniki   | 81.000     | 0 (não possui) | 1             |
| FC Krilia Sovetov Samara | Samara     | Oblast de Samara | Décimo Quarto Lugar na Primeira Divisão                              | Estádio Metallurg | 33.320     | 0 (não possui) | 3             |
| FC Tom Tomsk             | Tomsk      | Oblast de Tomsk  | Décimo Terceiro Lugar na Primeira Divisão                            | Estádio Trud      | 15.000     | 0 (não possui) | 1             |

Ufa e Torpedo foram promovidos; Krilia e Tom foram rebaixados.

## Campeão
| Campeão Russo da Segunda Divisão de 2013-14 |
| ------------------------------------------- |
| FC Mordovia Saransk 2° Título               |